# Gran Premi d'Abu Dhabi del 2010
El Gran Premi d'Abu Dhabi de Fórmula 1 de la Temporada 2010 s'ha disputat al circuit de Yas Marina, el 14 de novembre del 2010.

## Qualificació

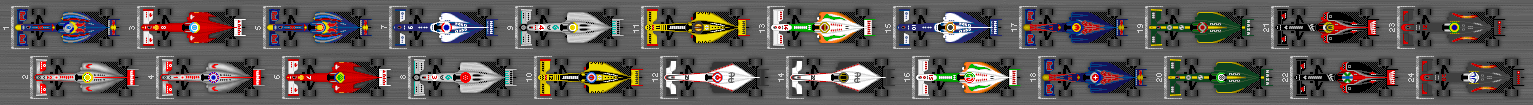
Posicions de la sortida després de la qualificació

| Pos | No | Pilot              | Constructor          | Part 1   | Part 2   | Part 3   | Sortida |
| --- | -- | ------------------ | -------------------- | -------- | -------- | -------- | ------- |
| 1   | 5  | Sebastian Vettel   | Red Bull-Renault     | 1:40.318 | 1:39.874 | 1:39.394 | 1       |
| 2   | 2  | Lewis Hamilton     | McLaren-Mercedes     | 1:40.335 | 1:40.119 | 1:39.425 | 2       |
| 3   | 8  | Fernando Alonso    | Ferrari              | 1:40.170 | 1:40.311 | 1:39.792 | 3       |
| 4   | 1  | Jenson Button      | McLaren-Mercedes     | 1:40.877 | 1:40.014 | 1:39.823 | 4       |
| 5   | 6  | Mark Webber        | Red Bull-Renault     | 1:40.690 | 1:40.074 | 1:39.925 | 5       |
| 6   | 7  | Felipe Massa       | Ferrari              | 1:40.942 | 1:40.323 | 1:40.202 | 6       |
| 7   | 9  | Rubens Barrichello | Williams-Cosworth    | 1:40.904 | 1:40.476 | 1:40.203 | 7       |
| 8   | 3  | Michael Schumacher | Mercedes             | 1:41.222 | 1:40.452 | 1:40.516 | 8       |
| 9   | 4  | Nico Rosberg       | Mercedes             | 1:40.231 | 1:40.060 | 1:40.589 | 9       |
| 10  | 12 | Vitali Petrov      | Renault              | 1:41.018 | 1:40.658 | 1:40.901 | 10      |
| 11  | 11 | Robert Kubica      | Renault              | 1:41.336 | 1:40.780 |          | 11      |
| 12  | 23 | Kamui Kobayashi    | BMW Sauber-Ferrari   | 1:41.045 | 1:40.783 |          | 12      |
| 13  | 14 | Adrian Sutil       | Force India-Mercedes | 1:41.473 | 1:40.914 |          | 13      |
| 14  | 22 | Nick Heidfeld      | BMW Sauber-Ferrari   | 1:41.409 | 1:41.113 |          | 14      |
| 15  | 10 | Nico Hülkenberg    | Williams-Cosworth    | 1:41.015 | 1:41.418 |          | 15      |
| 16  | 15 | Vitantonio Liuzzi  | Force India-Mercedes | 1:41.681 | 1:41.642 |          | 16      |
| 17  | 17 | Jaume Alguersuari  | Toro Rosso-Ferrari   | 1:41.707 | 1:41.738 |          | 17      |
| 18  | 16 | Sébastien Buemi    | Toro Rosso-Ferrari   | 1:41.824 |          |          | 18      |
| 19  | 18 | Jarno Trulli       | Lotus-Cosworth       | 1:43.516 |          |          | 19      |
| 20  | 19 | Heikki Kovalainen  | Lotus-Cosworth       | 1:43.712 |          |          | 20      |
| 21  | 24 | Timo Glock         | Virgin-Cosworth      | 1:44.095 |          |          | 21      |
| 22  | 25 | Lucas di Grassi    | Virgin-Cosworth      | 1:44.510 |          |          | 22      |
| 23  | 21 | Bruno Senna        | HRT-Cosworth         | 1:45.085 |          |          | 23      |
| 24  | 20 | Christian Klien    | HRT-Cosworth         | 1:45.296 |          |          | 24      |

## Resultats de la cursa
| Pos. | Nº | Pilot              | Equip                | Voltes | Temps/Retirada   | Graella | Punts |
| ---- | -- | ------------------ | -------------------- | ------ | ---------------- | ------- | ----- |
| 1    | 5  | Sebastian Vettel   | Red Bull-Renault     | 55     | 1h 39' 36. 837   | 1       | 25    |
| 2    | 2  | Lewis Hamilton     | McLaren-Mercedes     | 55     | + 10.162 s       | 2       | 18    |
| 3    | 1  | Jenson Button      | McLaren-Mercedes     | 55     | + 11.047 s       | 4       | 15    |
| 4    | 4  | Nico Rosberg       | Mercedes             | 55     | + 30.747 s       | 9       | 12    |
| 5    | 11 | Robert Kubica      | Renault              | 55     | + 39.026 s       | 11      | 10    |
| 6    | 12 | Vitali Petrov      | Renault              | 55     | + 43.520 s       | 10      | 8     |
| 7    | 8  | Fernando Alonso    | Ferrari              | 55     | + 43.797 s       | 3       | 6     |
| 8    | 6  | Mark Webber        | Red Bull-Renault     | 55     | + 44.243 s       | 5       | 4     |
| 9    | 17 | Jaume Alguersuari  | Toro Rosso-Ferrari   | 55     | + 50.201 s       | 17      | 2     |
| 10   | 7  | Felipe Massa       | Ferrari              | 55     | + 50.868 s       | 6       | 1     |
| 11   | 22 | Nick Heidfeld      | BMW Sauber-Ferrari   | 55     | + 51.551 s       | 14      |       |
| 12   | 9  | Rubens Barrichello | Williams-Cosworth    | 55     | + 57.686 s       | 7       |       |
| 13   | 14 | Adrian Sutil       | Force India-Mercedes | 55     | + 58.325 s       | 13      |       |
| 14   | 23 | Kamui Kobayashi    | BMW Sauber-Ferrari   | 55     | + 59.558 s       | 12      |       |
| 15   | 16 | Sébastien Buemi    | Toro Rosso-Ferrari   | 55     | + 1' 03.178 min. | 18      |       |
| 16   | 10 | Nico Hülkenberg    | Williams-Cosworth    | 55     | + 1' 04.763 min. | 15      |       |
| 17   | 19 | Heikki Kovalainen  | Lotus-Cosworth       | 54     | + 1 Volta        | 20      |       |
| 18   | 25 | Lucas di Grassi    | Virgin-Cosworth      | 53     | + 2 Voltes       | 22      |       |
| 19   | 21 | Bruno Senna        | HRT-Cosworth         | 53     | + 2 Voltes       | 23      |       |
| 20   | 20 | Christian Klien    | HRT-Cosworth         | 53     | + 2 Voltes       | 24      |       |
| 21   | 18 | Jarno Trulli       | Lotus-Cosworth       | 51     | Trencament aleró | 19      |       |
| Ret  | 24 | Timo Glock         | Virgin-Cosworth      | 43     | Caixa canvi      | 21      |       |
| Ret  | 3  | Michael Schumacher | Mercedes             | 0      | Col·lisió        | 8       |       |
| Ret  | 15 | Vitantonio Liuzzi  | Force India-Mercedes | 0      | Col·lisió        | 16      |       |

## Altres
- Pole: Sebastian Vettel 1' 39. 394
- Volta ràpida: Lewis Hamilton 1' 41. 274 (a la volta 47)